# Ferdinando Chiapirone
Ferdinando Chiapirone (La Spezia, 9 marzo 1883 – Pisa, 15 maggio 1936) è stato un calciatore italiano, di ruolo terzino. Sui tabellini è talvolta riportato come Chiapirone G. ma trattasi probabilmente di un errore di trascrizione.

## Biografia
Alunno del Ginnasio Massimo D'Azeglio dal 1896 al 1899, dal quale provenivano quasi tutti i primi fondatori e giocatori della Juventus, nacque a La Spezia nel 1883.
Fece parte della rosa della Juventus che affrontò la stagione del 1900. Chiapirone, che giocò i quattro incontri disputati dal club rosanero, ottenne con i suoi il secondo posto nelle eliminatorie piemontesi, non ottenendo l'accesso alle semifinali del torneo.. Con la Juventus di quella stagione, giocò anche due amichevoli contro il Milan.
Compiuti i diciassette anni, abbandonò il calcio per iscriversi alla Scuola di applicazione, proseguendo la tradizione familiare di alti ufficiali dell'Esercito, partecipando alla prima guerra mondiale e congedandosi, infine, in qualità di generale di cavalleria.